# Pericle Fazzini

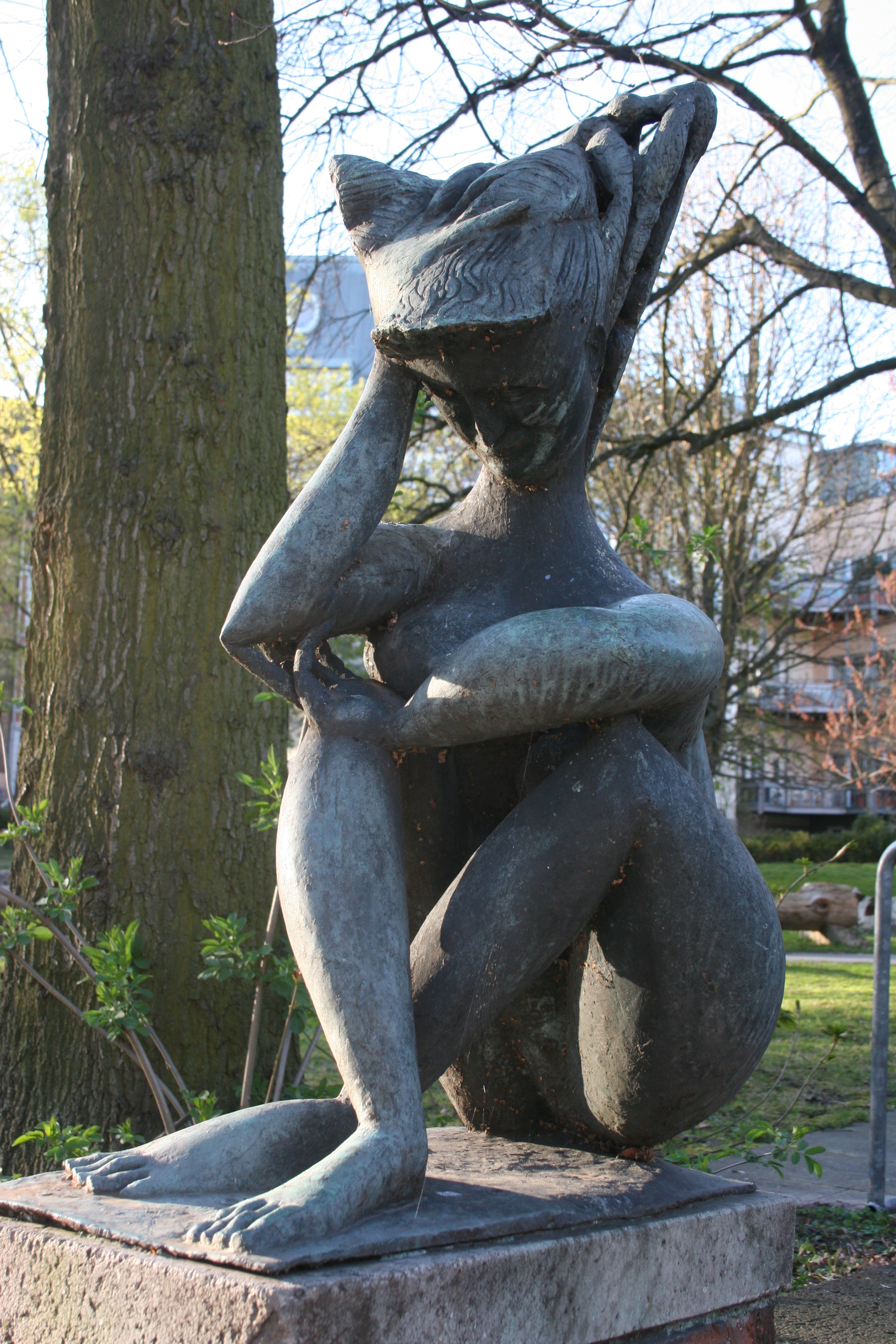
Pericle Fazzini, La Sibilla.

Pericle Fazzini (Grottammare, 4 maggio 1913 – Roma, 4 dicembre 1987) è stato un artista, scultore e pittore italiano, vincitore nel 1968 del Premio Feltrinelli per la Scultura.

## Biografia
Inizia la propria formazione nella bottega del padre Vittorio, falegname; grazie all'aiuto del poeta Mario Rivosecchi nel 1930 si trasferisce a Roma, dove studia alla Scuola libera del nudo.
Nel 1931 vince il concorso per un monumento al cardinale Dusmet (che però non realizzerà mai); nel 1932 e nel 1933 partecipa al concorso per il Pensionato artistico nazionale ottenendo una borsa di studio, che vince grazie all'altorilievo Uscita dall'arca. Nel 1933 espone con Alberto Ziveri e Giuseppe Grassi presso la galleria di Dario Sabatello; nel 1934 espone a Parigi il Ritratto di Anita che viene acquistato dal Museo Jeu de Paume.
Nel 1935 partecipa alla II Quadriennale di Roma ottenendo un premio per gli altorilievi Danza e Tempesta. Espone di nuovo con successo a Parigi e Roma e nel 1938 apre un suo studio a Via Margutta, dove resterà per tutta la vita. Partecipa alla Biennale di Venezia con diverse sculture (Ritratto di Ungaretti, Giovane che declama, Giovane che ascolta).
Partecipa a Corrente, rivista d'arte milanese che raccoglie i principali artisti italiani e partecipa alla seconda esposizione del movimento.
Nel 1940 sposa Anita Buy, poi parte per il servizio militare a Zara, eseguendo disegni per le riviste Primato, Documento, Domus.
Tornato a Roma nel 1943 scolpisce il Ragazzo con i gabbiani; ispirato al clima bellico è invece Il fucilato.

Nel 1947 vince il Premio Torino con l'opera Anita in piedi e partecipa alla mostra del Fronte Nuovo per le Arti, con Emilio Vedova, Renato Guttuso.
Nel 1949 vince il Premio Saint Vincent con l'opera Sibilla e partecipa alla mostra Twentieth-Century Italian Art al MoMa di New York
Nel 1951 tiene la sua prima antologica alla Fondazione Premi Roma; nel 1952 espone a New York; torna alla Biennale di Venezia nel 1954, vincendo il primo premio per la scultura.
Nel 1955 inizia ad insegnare all'Accademia di Firenze, mentre dal 1958 fino al 1980 insegna all'Accademia di Belle Arti di Roma.
Tra la fine degli anni cinquanta e gli anni sessanta lavora a progetti monumentali imponenti non sempre realizzati: portale della chiesa di San Giovanni Battista sull'A1; Fontana per il Palazzo dell'Eni a Roma, Monumento per la Resistenza ad Ancona, Monumento a Kennedy (mai realizzato; il bozzetto è a Grottammare, nella piazza che porta il nome dell'artista). Sin dagli anni Quaranta, fu un frequentatore assiduo della Messa degli Artisti di Piazza del Popolo a Roma, e un amico del suo fondatore, Mons. Ennio Francia.
Nel 1961 espone a Darmstadt; nel 1962 a Düsseldorf, nel 1963 la prima di numerose mostre in Giappone.
Nel 1970 inizia "la Resurrezione" per la Sala Nervi in Vaticano, e i contatti con papa Paolo VI lo portano ad inaugurare il 28 settembre 1977 la sua opera più famosa.
Due importanti antologiche ripercorrono la sua carriera: ad Avezzano nel 1983 e alla Galleria nazionale d'arte moderna e contemporanea nel 1984.

Muore a Roma il 4 dicembre 1987.
Pericle Fazzini è tra i maggiori e più celebri esponenti della scultura internazionale. Le sue opere sono conservate nelle maggiori collezioni private e nei musei più importanti del mondo tra cui l'Hakone open air museum in Giappone, la Collezione Peggy Guggenheim di Venezia, la Tate Gallery di Londra, la Galleria nazionale d'arte moderna di Roma, l'Art Institute di Chicago, il Momat di Tokyo e il Museo d'arte contemporanea di Montréal.
Dopo la sua morte numerose sono state le retrospettive a lui dedicate e realizzate in musei e spazi pubblici prestigiosi, come il Setagaya art Museum di Tokyo, la splendida cornice dei sassi di Matera, Villa d'Este di Tivoli e il Sacro Cuore a Parigi.
Tra i suoi allievi più vicini Vito Pancella (1945-2005), Giovanni Menada e attualmente in attività Gino Giannetti.

## Opere
- The Sybyl, 1947, Museum of Modern Art, New York
- Via Crucis, 1957-1958, bronzo, 14 stazioni 97x70 cm, Collezione d'arte religiosa moderna dei Musei Vaticani, Città del Vaticano
- Crocifisso, 1963, bronzo, 278x97 cm, Collezione d'arte religiosa moderna dei Musei Vaticani, Città del Vaticano
- Resurrezione, 1970-75, bronzo, Aula Paolo VI, Città del Vaticano
- Monumento a Padre Pio, Piazza Padre Pio, San Giovanni Rotondo
- Tabernacolo, Villa Nazareth, Roma
- Monumento alla Resistenza, Ancona
- Donna che si asciuga, MUSMA, Matera
- Donna nel vento, MUSMA, Matera
- Volto d’angelo, MUSMA, Matera
- Sibilla, MUSMA, Matera
- Ritratto di Ungaretti, Museo del Novecento, Milano
- Crocifisso, Pontificia Università Antonianum, Roma

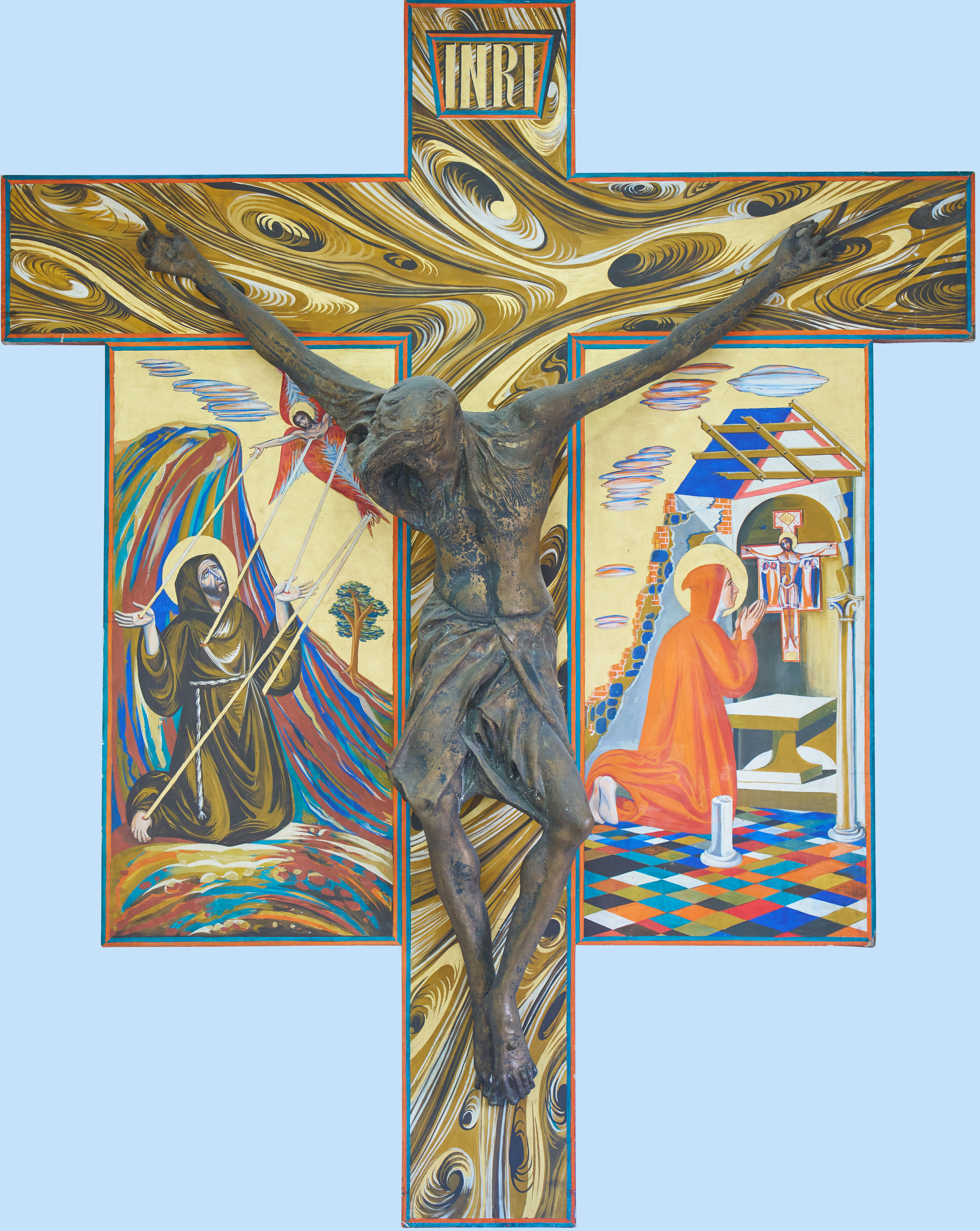
Crocifisso di Fazzini con la tavola sottostante di Luigi Montanarini raffigurante momenti della vita di san Francesco d'Assisi

Cinquanta opere sono esposte al Museo Pericle Fazzini di Assisi; tra le più significative ci sono:
- Autoritratto, 1931, legno
- Figura che cammina, 1933, legno
- Giovane che declama, 1937-1938, legno
- Ragazzo con i gabbiani, 1940-1944, legno
- Il fucilato, 1945-1946, bronzo
- Sibilla, 1947, bronzo
- La creazione, 1950-1955, legno
- Monumento alle Leggi, 1956, bronzo, nel Cortile d'Onore del Tribunale di Pisa
- Ragazzo che pensa, 1957, bronzo
- Donna con drappo, 1960, bronzo
- Onda n. 1, 2, 3, 1968-1969, legno
- Donna che si asciuga, 1973, bronzo
- Bozzetto per Cristo risorto, 1970-1975
- San Sebastiano nel Bosco, 1956 circa, refrattario e ferro, Piacenza, Vittoriale Antichità

## Pericle Fazzini nei musei

### Campania
- Museo del Sannio sezione d'Arte di Benevento
- Biblioteca Sociale Giacomo Leopardi di Casalnuovo di Napoli espone la “Vita Nuova” di Dante Alighieri in edizione pregiata della Trec, con bassorilievo in bronzo incastonato nella copertina raffigurante Beatrice e con le tavole illustrate del maestro Pericle Fazzini. L’edizione e’ a tiratura limitata.

### Emilia-Romagna
- Centro Culturale San Biagio di Cesena
- MAGI '900 di Pieve di Cento (BO)

### Lazio
- Galleria nazionale d'arte moderna e contemporanea di Roma
- Museo della Scuola Romana di Roma
- Museo della Zecca di Roma

### Lombardia
- Museo Baroffio e del Santuario del Sacro Monte sopra Varese di Varese

### Marche
- Museo civico e della mail art di Montecarotto (AN)
- Museo del Torrione della Battaglia di Grottammare (AP)
- Museo della Calzatura di Sant'Elpidio a Mare (AP)
- Museo Palazzo Ricci di Macerata
- Museo internazionale dell'etichetta del vino di Cupramontana (AN)
- Pinacoteca Civica di Ripatransone (AP)
- Pinacoteca Civica Marco Moretti di Civitanova Marche (MC)

### Piemonte
- Collezione Civica d'Arte di Palazzo Vittone di Pinerolo (TO)

### Sardegna
- Museo d'Arte di Nuoro
- Galleria Comunale d'arte di Cagliari con la scultura Figure femminili

### Toscana
- Museo Novecento di Firenze
- Museo della Grafica di Pisa
- Museo Casa Natale di Michelangelo Buonarroti di Caprese Michelangelo

### Umbria
- Museo Pericle Fazzini di Assisi
- Galleria d'Arte Contemporanea - Pro Civitate Christiana di Assisi

### Calabria
- Museo all'aperto Bilotti di Cosenza
- Pinacoteca Comunale Andrea Alfano di Saracena

Sicilia
- Museo fortunato Calleri

### Musei esteri
- The Metropolitan Museum of Art, New York[6]
- Museo d'Arte moderna di Parigi
- Collezione Maedows Dallas
- Museum of Art Sant Luis
- Museo d'Arte moderna Montreal
- Museum of Art Chicago
- Momat Tokyo
- Hakone Open-Air Museum